# Flonheim
Flonheim település Németországban, Rajna-vidék-Pfalz tartományban. Lakosainak száma 2691 fő (2023. december 31.).

## Népesség
A település népességének változása:
| Lakosok száma | 2000 | 2698 | 2704 | 2717 | 2706 | 2691 |
|               | 1975 | 2017 | 2019 | 2021 | 2022 | 2023 |